# St. Augustinus (Hohnstedt)

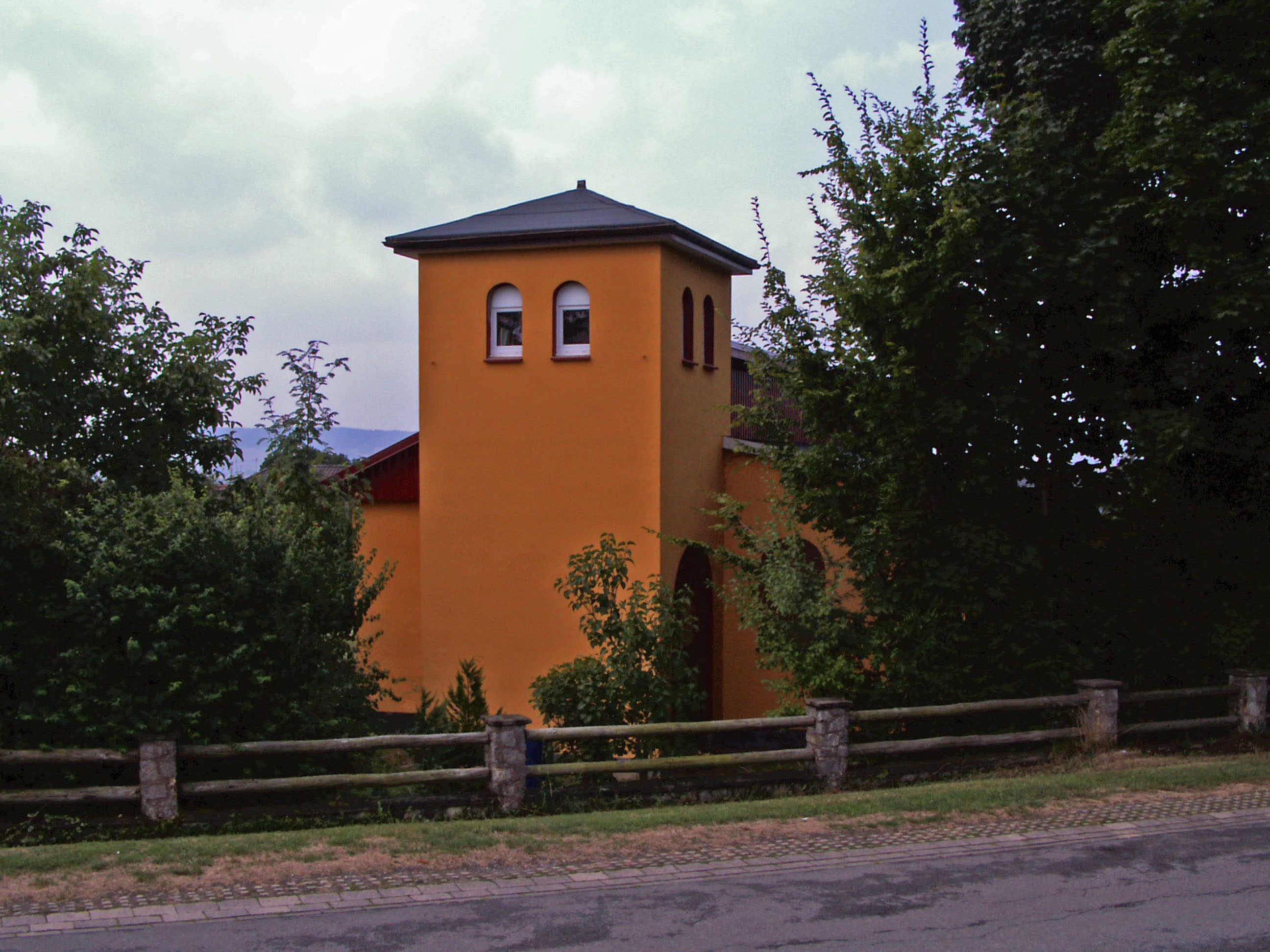
Ehemalige Kirche von Nordosten

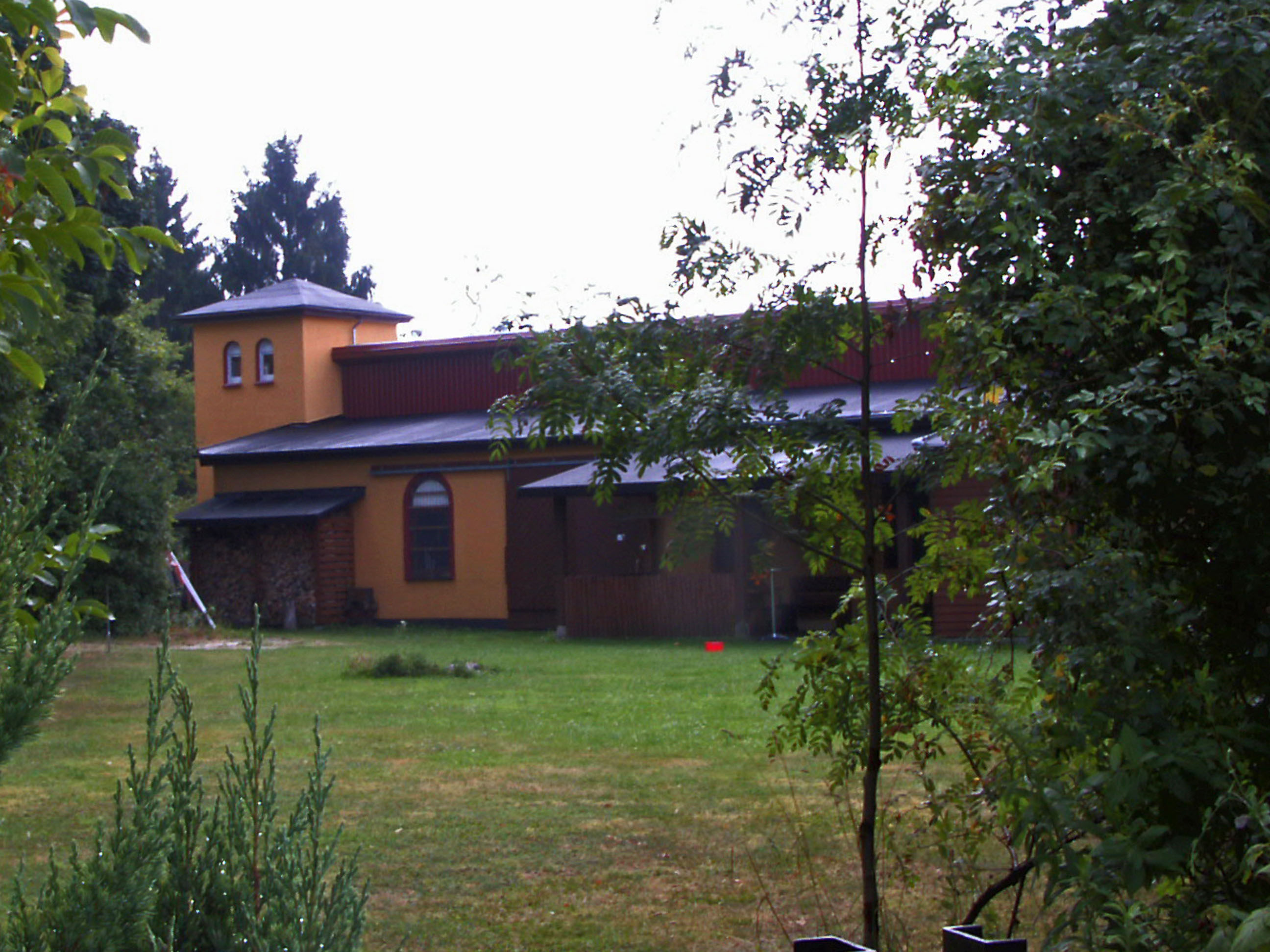
Ehemalige Kirche von Nordwesten

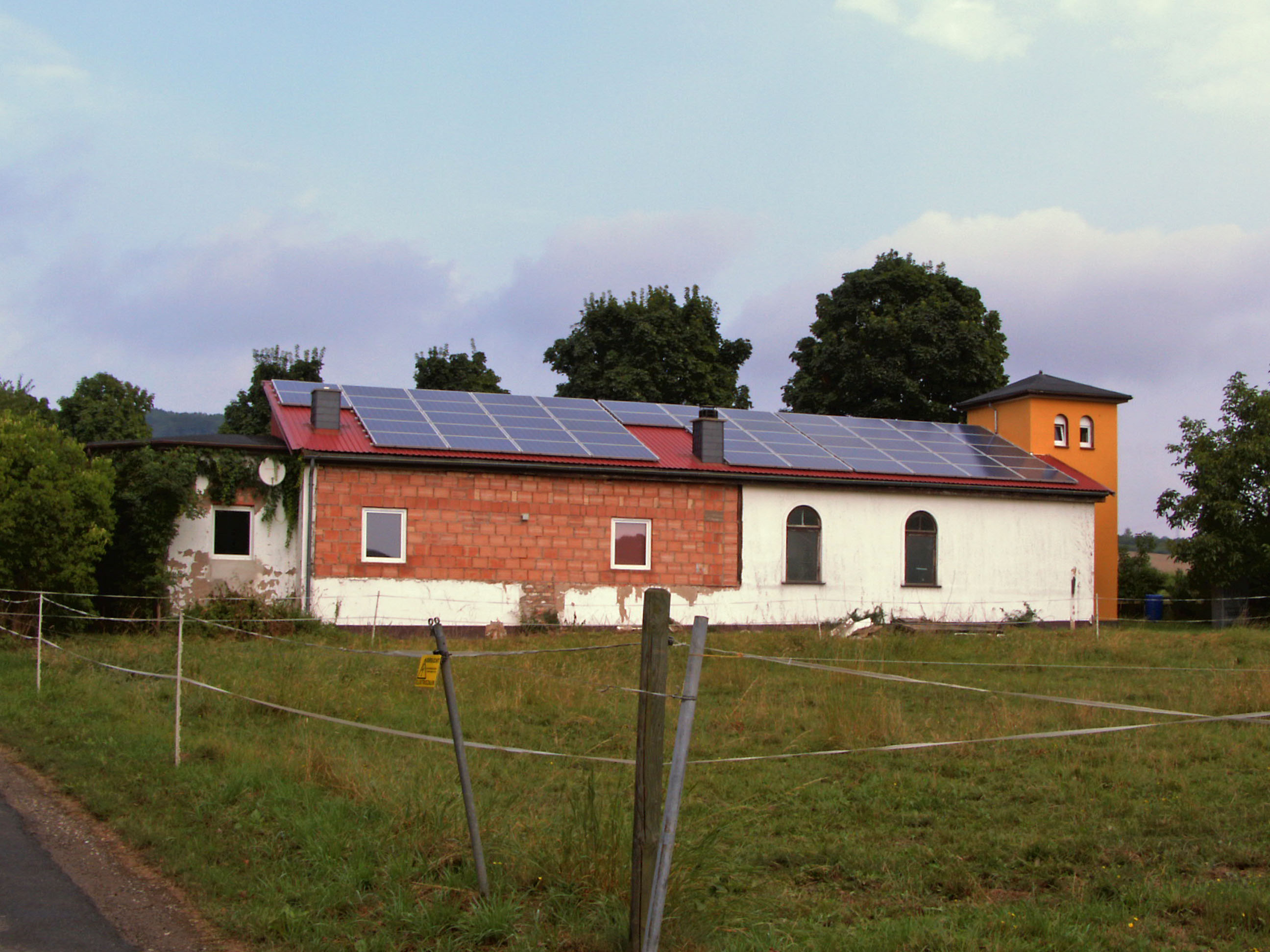
Ehemalige Kirche von Süden

Die Kirche St. Augustinus war die katholische Kirche in Hohnstedt, einem Ortsteil der Kreisstadt Northeim in Niedersachsen. Sie gehörte zuletzt zur Pfarrgemeinde St. Jakobus der Ältere in Kalefeld, im damaligen Dekanat Nörten des Bistums Hildesheim. Die Kirche war benannt nach Augustinus von Hippo und befand sich nahe dem Sportplatz, an der Ecke Imbshäuser Weg / Unterer Drauweg. Heute befindet sich die nächstgelegene katholische Kirche etwa sieben Kilometer entfernt in Northeim.

## Geschichte
Ab 1945 ließen sich in Folge des Zweiten Weltkriegs auch im seit der Reformation evangelisch geprägten Gebiet um Hohnstedt katholische Flüchtlinge und Heimatvertriebene nieder, so dass die zuvor zur Pfarrei Northeim gehörende Ortschaft Hohnstedt 1946 Sitz einer neugegründeten Pfarrvikarie wurde. Zu ihr gehörten neben Hohnstedt zunächst auch die Ortschaften Denkershausen, Eboldshausen, Edesheim, Hollenstedt, Imbshausen, Lagershausen, Stöckheim und Vogelbeck. 1950/51 wurde in Hohnstedt die St.-Augustinus-Kirche errichtet, in einer von einem Bergwerksunternehmen aus Datteln gespendeten Baracke. Am 16. Juni 1951 erfolgte die Benediktion der in rund 126 Meter Höhe über dem Meeresspiegel gelegenen Kirche durch Bischof Joseph Godehard Machens. Zu dieser Zeit gehörten zur Pfarrvikarie Hohnstedt etwas über 1000 Mitglieder.
1961 wurde in Kalefeld die neuerbaute Kirche St. Jakobus der Ältere geweiht; und am 1. Oktober gleichen Jahres die gleichnamige Kirchengemeinde (Kuratiegemeinde) gegründet, zu der von da an auch die St.-Augustinus-Kirche gehörte.
Im August 1995 fand in St. Augustinus der letzte Gottesdienst statt, und die Kirche wurde profaniert. Das Gebäude wurde verkauft und wird heute profan genutzt.